# Stanisław Aleksandrowicz
Stanisław Aleksandrowicz, (Alexandrowicz) (ur. 1817, zm. 1888) – członek Rady Stanu Królestwa Polskiego w 1861 roku, hrabia, członek Towarzystwa Rolniczego w Królestwie Polskim w 1858 roku, od 1824 senator-kasztelan Królestwa Polskiego, 13 czerwca 1825 odznaczony Orderem św. Stanisława I klasy.
Był właścicielem ziemskim, jednym z założycieli Roczników Gospodarstwa Krajowego.